# Sintoista istenek listája
A sintoista panteon főbb istenei:
- Amateraszu Ómikami: napistennő, a legfőbb kami.
- Ame no Uzume, röviden Uzume: a hajnal és a jókedv istennője
- Benten vagy Benzaiten: a tenger, zene, művészetek, irodalom, tudomány  istene. A hét szerencseisten egyetlen női tagja.
- Bisamon: a harcosok istene, Buddha prédikálóhelyeinek őre. A hét szerencseisten egyike.
- Cukijomi: a holdisten
- Daikoku: a jószerencse istene. A hét szerencseisten egyike
- Dzsuródzsin: a boldog öregség istene. A hét szerencseisten egyike.
- Ebiszu: az anyagi gyarapodás, a pénz, a gazdagság istene. A hét szerencseisten egyike.
- Fukurokudzsu: a hosszú élet és a bölcsesség, a termékenység és a férfiasság istene. A hét szerencseisten egyike.
- Hacsiman: eredetileg a parasztok istene, de a 12. századtól a háború és a harcosok kamija lett. Japán hadisten, Ódzsin császár szelleme.
- Hotei: a gyengék és a gyermekek védelmező istene. A hét szerencseisten egyike.
- Inari: a rizs, a termékenység és a virágzás istene. Manapság alakja az üzleti élethez és termeléshez köthető.
- Izanagi és Izanami: a japán teremtésmítoszok központi alakjai, a férfi és női kami.
- Kagucucsi: tűzisten
- Kappa: vízisten
- Kicune: rókaisten
- Konpira: a tenger istene, minden utazó, a tengerészek, az űrhajósok, a halászok, a hajók és a hajóépítők pártfogója
- Kusinadahime: földi istennő. A viharisten felesége.
- Ókuninusi: az orvoslás és a varázslás istensége
- Sicsifukudzsin: a hét szerencseisten közös neve. Ide tartozik Daikoku, Ebiszu, Benten, Bisamon, Fukurokudzsu, Dzsuródzsin, Hotei
- Szuszanoo: Amateraszu bátyja, a szél istene, viharisten
- Tendzsin: a tanulás istene, Szugavara no Micsizane szelleme
- Uke Mocsi: az élelem istennője, a rizsisten felesége